# Henry Kimball Hadley
Henry Kimball Hadley (Somerville, Massachusetts, 20 de desembre de 1871 – 6 de setembre de 1937) fou un compositor i director d'orquestra nord-americà.
Estudià en el seu país i a Viena, i als vint-i-set anys es donà a conèixer per l'obertura Héctor i Andrómaca, molt ben acollida per la crítica i el públic. Per la mateixa època dirigí una sèrie de concerts a Alemanya, i el 1909 estrenà l'òpera Safie, assolint el mateix any un important premi per la seva rapsòdia The Culprit Fay. Poc temps després de tornar als Estats Units, dirigí les principals orquestres, ensems que obtenia gran fama com a compositor.
Cal citar entre les seves obres restants: les simfonies Youth and Life, The Four Seasons i les en do i mi menor; les obertures In Bohemia i Herod; els poemes simfònics Salomé, The Atonement of Pan i Lucífer; tres suites de ball; diverses cantates; el drama líric Merlin and Vivian (1906); les òperes Nancy Brown (1904); Azora, the Daughter of Montezuma (1918), i The Garden of Allah (1920); un Concert per a violoncel i orquestra; un quartet i un quintet d'arc i d'altres.